# نادي أوسييك
نادي أوسييك (بالإنجليزية: NK Osijek)‏ هو فريق كرة قدم من مدينة أوسييك في كرواتيا، أُسس بتاريخ 1947، يلعب في الدوري الكرواتي الممتاز، في Gradski Vrt Stadium ‏، يدرب النادي ستانكو مرشيتش.

## وصلات خارجية
- صفحة بيانات نادي أوسييك على موقع كووورة، تاريخ الوصول: 22 سبتمبر 2018.
- الموقع الرسمي